# Barwell
Barwell es un pueblo y parroquia civil en el condado de Leicestershire, Inglaterra, con una población de 8 750 habitantes en 2001, que aumentó a 9 022 en el censo de 2011. El nombre "Barwell" se traduce literalmente como "Arroyo del Jabalí" y se dice que proviene de un jabalí que solía beber del pozo cerca de un arroyo en Barwell. Originalmente se conocía como "Borewell", pero posteriormente se convirtió en "Barwell". El arroyo cerca de Barwell no es el río Tweed, sino un arroyo local en Leicestershire, que posiblemente desemboca en los ríos Soar o Avon, afluentes del río Trent.
El pueblo cuenta con dos iglesias: la iglesia Metodista de Barwell, en Chapel Street, y la iglesia de Santa María, en Church Lane, que fue construida en 1220. Un tablero en el interior de la iglesia enumera a todos los rectores hasta la actualidad, comenzando con William en 1209.
El pueblo tiene dos clubes de fútbol, Barwell FC y AFC Barwell, así como equipos de cricket y un gran complejo de bolos cubierto.
El Queens Head es el pub más antiguo y el segundo edificio más antiguo del pueblo. En 1902, el pub era propiedad de Sarah Ann Powers. Posteriormente, pasó a manos de la familia Haines. En los últimos años, el antiguo tejado del pub se ha deformado de forma natural, dejándolo sin rectilíneas. En la década de 1980, la fachada del edificio fue completamente restaurada y recuperó su estilo original tras años de estilo victoriano en blanco y negro.

## Historia

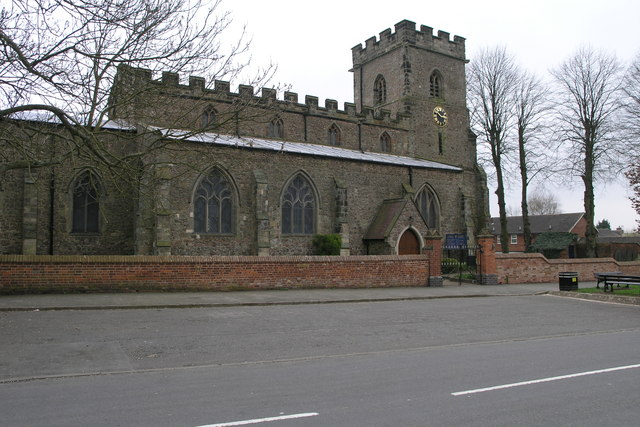
Iglesia de Santa María, Barwell

Estaba en las tierras de Leofric, conde de Mercia, un magnate rico y poderoso que había luchado junto a Canuto en sus guerras contra Wessex. En inglés antiguo, "wella" significa arroyo y "bar" significa jabalí, por lo que esta zona se conocía en sajón como Barwelle. En 1043, el conde Leofric y su esposa, Godiva, fundaron una abadía benedictina en Coventry y cedieron tierras al abad y a sus veinticuatro monjes asistentes para su manutención. Barwelle, junto con otras diecinueve aldeas, pasó a manos del abad de Coventry.
Tras la conquista normanda, Barwelle aún pertenecía a la abadía de Coventry. Para 1086, contaba con 14 aldeanos y un sacerdote, y 3 pequeños propietarios con dos arados. Había una pradera de 201 x 201 m (1 furlong x 1 furlong) y un bosque de 604 x 5556 m (3 furlong x 1 legua). Su valor era de 30 chelines (1,50 £).
El señorío de Barwell, que se describe en el Libro Domesday como "antigua heredad", fue posteriormente entregado a Hugh de Hastings, administrador y favorito de Enrique I, y mantenido en feudo junto con muchos otros señoríos locales del priorato de Coventry para el servicio de los honorarios de un solo caballero.
En 1564 había 48 familias viviendo en Barwell, según un censo de la iglesia.
John Nichols describe una interesante historia sobre un olmo silvestre llamado "El Árbol Extendido" o "El árbol del Capitán Shenton" (pág. 476). Según se relata, el capitán Shenton, quien sirvió en el ejército realista, regresó a su casa en Barwell con varios otros oficiales después de la batalla de Worcester. Al enterarse de que los parlamentarios lo buscaban, hundió su maleta y sus objetos de valor en el foso que rodeaba la casa y se refugió en el árbol. A pesar de estar lo suficientemente cerca como para oír a sus enemigos discutir el precio de su cabeza, el audaz capitán Shenton escapó de la captura y conservó sus bienes, legándolos a sus hijas. Al parecer, la familia Powers consideró el árbol sagrado durante muchos años para preservar a su antepasado.
En junio de 1646, los habitantes de Barwell y los pueblos aledaños presentaron varias solicitudes al comité del condado solicitando ayuda económica y gratuita a las guarniciones parlamentarias locales. En junio de 1646, el Sr. Gearey, de Barwell, alegó que el capitán Ottaway, de la guarnición de Coventry, se había apropiado de un caballo castrado valorado en cinco fundas, y que William Capenkwist y Thomas Bacon, sus sirvientes, se habían apropiado de una yegua valorada en una libra.
Tras una larga y confusa lista de propietarios, la mansión de Barwell fue adquirida en 1660 por un tal John Oneby. Barwell era conocida por sus hortelanos, que tradicionalmente abastecían el mercado de Leicester con productos frescos. Nichols ofrece una ilustración de la iglesia y su casa parroquial contigua (p. 477) derribada en 1746 y posteriormente reconstruida.
Hasta hace poco, Barwell, junto con el vecino Earl Shilton, era un centro de producción de calzado en la región de East Midlands. La zona también es conocida por su calcetería, especialmente en la cercana Hinckley.

### El meteorito de Barwell

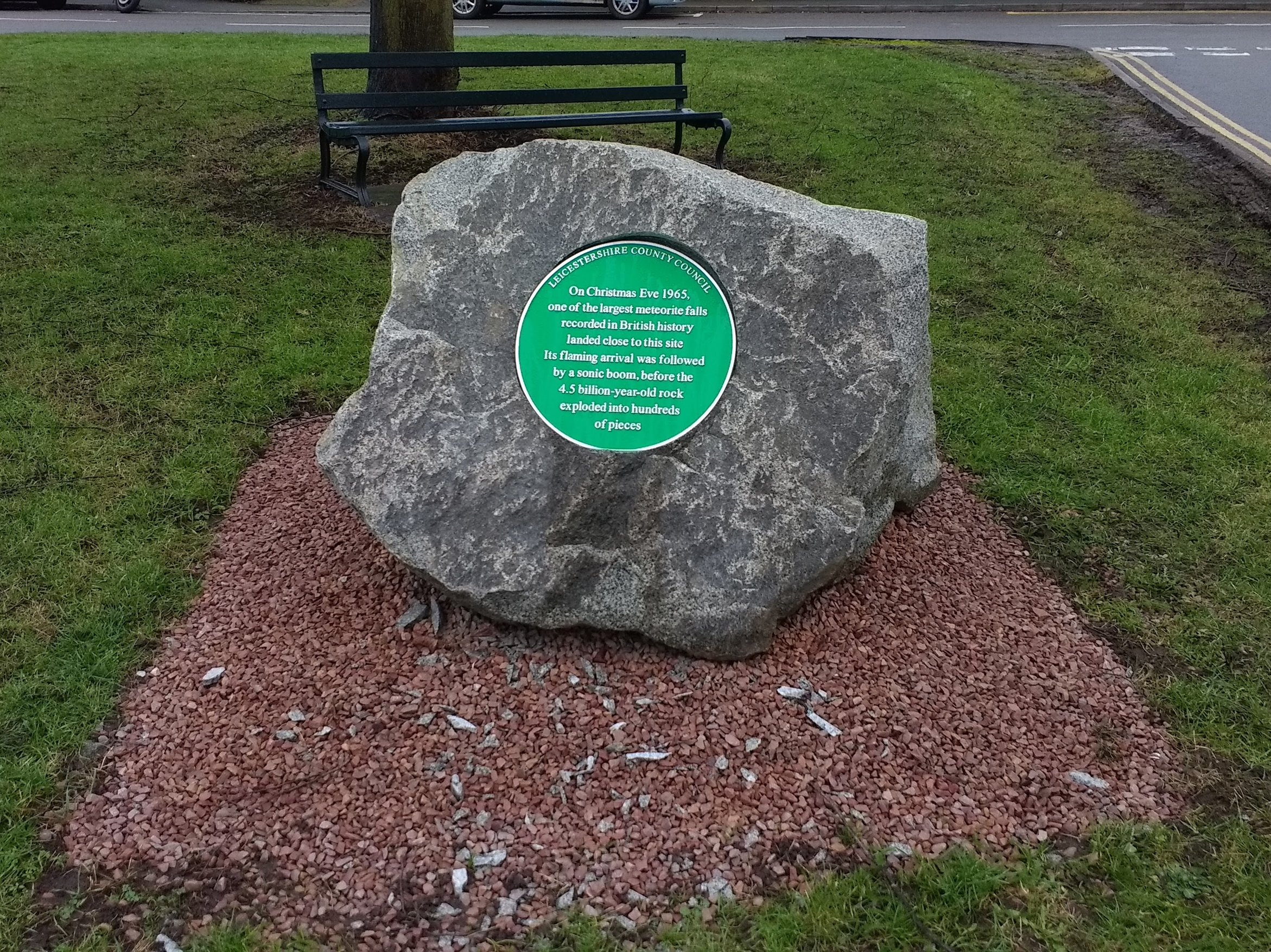
Placa verde del meteorito de Barwell, situada en la parte sur del pueblo, cerca de la caída original del meteorito.

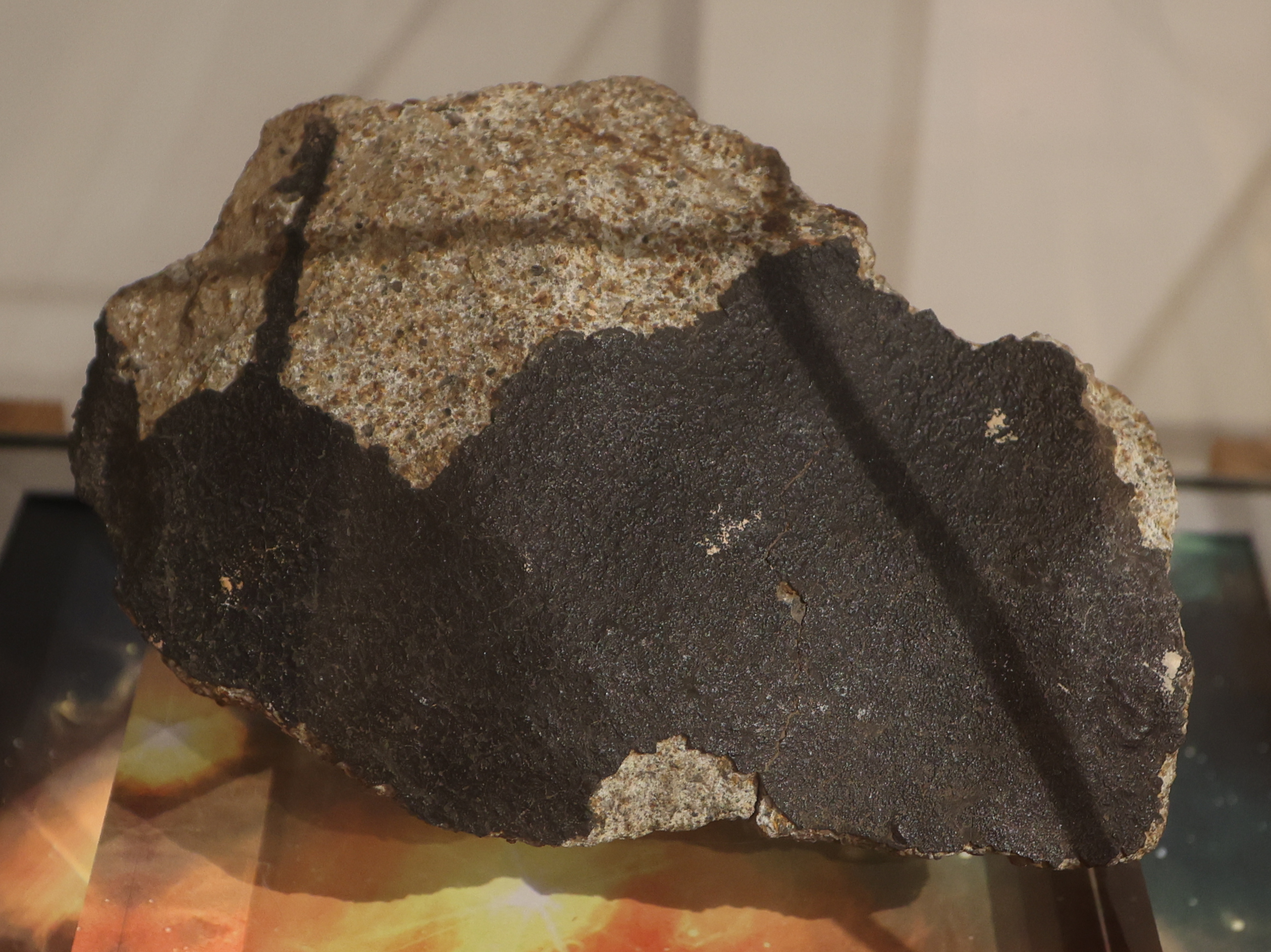
Un fragmento del meteorito de Barwell

Barwell y la cercana Earl Shilton fueron escenario de la caída de un meteorito cuando, en la Nochebuena de 1965, los pueblos fueron alcanzados por fragmentos de un objeto del tamaño aproximado de un pavo navideño tradicional. Nadie resultó herido, aunque se produjeron daños menores en edificios y propiedades.
Un meteorito atravesó la parte delantera de un coche, destrozando el motor. Cuando el dueño intentó reclamar a su compañía de seguros, esta le respondió que se trataba de un caso fortuito y que no pagaría. Indignado, el dueño acudió al párroco de la iglesia local y le pidió el dinero, diciendo: «Si fue un caso fortuito, la Iglesia debería pagar su coche». El dueño nunca recibió dinero para repararlo.
Sylvester-Bradley, del Departamento de Geología de la Universidad de Leicester, confirmó que los fragmentos pertenecían a una condrita y solicitó más especímenes. Se pidió a los residentes locales que no lavaran los fragmentos encontrados, sino que los envolvieran en papel de periódico y los entregaran en la comisaría local.
Un trozo del meteorito está expuesto en el Museo Herbert de Coventry.
En diciembre de 2016, el Consejo del Condado de Leicestershire inauguró una placa en Barwell que conmemora el meteorito ocurrido en el pueblo. La placa fue propuesta inicialmente por el Consejo Parroquial de Barwell y posteriormente aceptada por el Consejo del Condado como parte de su Programa de Premios de Placas Verdes. La placa está situada hacia el sur del pueblo, cerca del lugar de la caída del meteorito.
La inscripción en la placa dice:
«En la Nochebuena de 1965, una de las caídas de meteorito más grandes registradas en la historia británica aterrizó cerca de este lugar. Su llegada fue sucedida por una explosión sonora, antes de que la roca, de 4 500 millones de años de antigüedad, explotara en cientos de pedazos.»

## Instalaciones comunitarias
En 2009, el consejo local inauguró una casa comunitaria para ayudar a combatir el comportamiento antisocial. Como parte del programa, la casa organiza una serie de eventos a lo largo del año.
Desde 2017, los Bloomers han estado alegrando el pueblo con jardineras y cestas colgantes.

### Deporte
Barwell participa en el partido de críquet ininterrumpido más largo del mundo, cuando se enfrenta a Coventry y North Warwickshire en su partido anual. El partido se celebraba tradicionalmente durante la semana de Wakes. El encuentro comenzó cuando los pastores de las iglesias de Coventry y Barwell organizaron un partido. El partido se disputó incluso durante la guerra, cuando representantes de cada equipo venían a lanzarse un over.
El pueblo cuenta con un equipo de fútbol senior, el Barwell, que juega en la División Central Premier de la Southern Football League. Tras la desaparición del Hinckley United en 2013, este se convirtió en el equipo de fútbol más grande de la zona. El Barwell juega sus partidos como local en Kirby Road.
Además del equipo senior, el AFC Barwell es otro equipo de fútbol que juega en el pueblo. El AFC Barwell ha obtenido la categoría de club comunitario y opera en la zona de Earl Shilton y Hinckley, además de en Barwell. El AFC Barwell ofrece entrenamiento y partidos de fútbol a unos 300 niños y niñas de entre 3 y 18 años. Los equipos del AFC Barwell juegan los fines de semana y entrenan dos veces por semana.
Desde 2013, el AFC Barwell alberga un complejo deportivo construido específicamente para este fin, ubicado junto a Dovecote Way, Barwell. El edificio, que costó 700 000 libras esterlinas, fue construido por el Consejo Parroquial de Barwell, y la mayor parte de la subvención provino de la Fundación del Fútbol.

## Personas notables
- William Bradford (1633-1752), editor e impresor estadounidense[10]
- Almirante Sir Hugo Lewis Pearson (1843-1912), oficial de la Marina Real
- George Grewcock (1862-1922), jugador de críquet
- John Powers (1868-1939), jugador de críquet
- Arthur Cobley (1874-1960), jugador de críquet
- George Ward (1879-1951), ex miembro del Parlamento por Bosworth
- George Geary (1893-1981), jugador de críquet
- Albert Lord (1888-1969), jugador de críquet
- George Ball (1919-1997), jugador de críquet
- Thomas Chapman (1918-1979), jugador de críquet
- Dame Carol M. Black (1939), médica y académica
- Michael Robinson (1958-2020), exdelantero del Liverpool FC y comentarista de fútbol de la televisión española
- Chris Kirkland (1981), ex portero del Leicester City[11]
- Adele Heather Taylor (1989), actriz de cine y televisión[12][13]

## Industria
Entre el siglo XIX y finales del XX, Barwell fue una activa aldea industrial con numerosas fábricas de calzado, calcetería y géneros de punto. Estas, que en su día fueron grandes fábricas, cesaron sus operaciones. La presión competitiva extranjera fue en parte responsable; otros factores incluyeron la restricción crediticia de 1965, que afectó a las empresas de calzado y calcetería.
Sin embargo, Barwell aún conserva varios polígonos industriales, como Dawsons Lane, Stapleton Lane (el polígono industrial de Stapleton Lane fue demolido por el ayuntamiento y ahora es una zona residencial con aproximadamente treinta viviendas) y Moat Way, de mayor tamaño, que aparentemente se especializan en almacenamiento y distribución. Algunos ejemplos son la empresa de paquetería Crowfoots Carriers, que emplea a unas 100 personas, y Bachmann Industries Europe, que diseña productos localmente, pero los fabrica en China su empresa matriz, Kader Industries .
Todavía quedan algunos fabricantes más pequeños y especializados, como Labelsco, que produce etiquetas para la industria farmacéutica.
Arriva Midlands opera sus servicios de autobuses locales en Hinckley desde un depósito dentro del pueblo junto con las operaciones de ArrivaClick que prestan servicio a la cercana New Lubbesthorpe.